# Ewrichu
Ewrichu (gr. Ευρύχου) – wieś w Republice Cypryjskiej, w dystrykcie Nikozja. W 2011 roku liczyła 827 mieszkańców.